# Travis Wear
Travis James Wear (Santa Ana, 21 settembre 1990) è un ex cestista statunitense, fratello gemello di David Wear.